# Muruga Booker

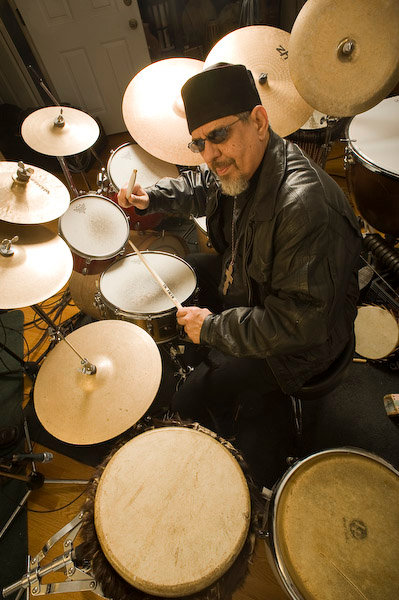
Muruga Booker (ca. 2000)

Muruga Booker  (* 27. Dezember 1942 in Detroit als Steven Bookvich) ist ein US-amerikanischer Jazz- und Fusion-Multiinstrumentalist serbischer Abstammung. Er ist seit den 1960er Jahren bekannt als Begleit- und Sessionmusiker zahlreicher Künstler und Bands. Außerdem ist er ordinierter Priester der Serbisch-Orthodoxen Kirche und Yoga-Lehrer.

## Werdegang
Angeblich wusste Steven Bookvich bereits im Kindesalter, dass er Musiker werden wollte. Ende der 1950er Jahre lernte er Schlagzeug bei Mischa Bishkoff. Mit 19 Jahren schloss er sich unter dem Namen Steve Booker der Detroiter Garagen-Band The Low Rocks an; außerdem spielte er bei den Thunder Rocks. Im Jahr 1965 war er Mitglied der Tourneeband von Brenda Lee; später trat er mit zahlreichen anderen Musikern auf – darunter Jim & Jean, Ted Nugent, Jack Bruce, Mose Allison, Sam Lay, Jimmy Reed, Harvey Brooks und John Lee Hooker. Beim Woodstock-Festival (1969) findet man ihn als Schlagzeuger in der Begleitung von Tim Hardin. Dort machte er auch die Bekanntschaft von Swami Satchidananda, der ihm den Namen Muruga gab. In den Jahren 1973 und 1974 war er als Perkussionist an den Weather-Report-Platten Sweetnighter und Mysterious Traveller beteiligt.
Zu Beginn der 1980er Jahre kehrte Booker nach Detroit zurück und spielte in George Clintons Band Parliament und in Funkadelic; außerdem gründete er eine eigene Band mit Namen Muruga and the Soda Jerks mit Sly Stone am Bass. Mitte des Jahrzehnts lebte und musizierte er in Oakland, Kalifornien. Im Jahr 1989 spielte er mit Prem Das das meditative Album Journey of the Drums ein. In den 1990ern traf er Merl Saunders und Jerry Garcia und nahm mit ihnen das Album Blues from the Rainforest auf. Auch später blieb er vorwiegend in Jazz-Projekten aktiv, die jedoch allesamt nur wenig erfolgreich blieben.

## Ehrungen
In den Jahren 2012 und 2014 gewann Muruga Booker den Detroit Music Award for Outstanding World Music Instrumentalist, einen Preis, der ihm insgesamt 6-mal verliehen wurde.